# VF-22 シュトゥルムフォーゲルII
VF-22 シュトゥルムフォーゲルII（ブイエフ にじゅうに シュトゥルムフォーゲル ツー、Sturmvögel II）は、テレビアニメ『マクロス7』や、その他の「マクロスシリーズ」作品に登場する架空の兵器。
「マクロスシリーズ」の主要な兵器である、ファイター（航空機）、ガウォーク（航空機と人型の中間）、バトロイド（人型）への三段変形機構を採用した可変戦闘機（ヴァリアブル・ファイター=VF）シリーズのひとつ。愛称（ペットネーム）の「シュトゥルムフォーゲル」は、ミズナギドリ科の海鳥（ウミツバメなど）のドイツ語名。第二次世界大戦中にドイツ空軍が使用したジェット戦闘機（爆撃型）メッサーシュミットMe262A-2aの愛称でもある。発音の関係上、「ストゥルムボーゲルII」「シュトゥルムボーゲルII」とも表記される。

## 概要

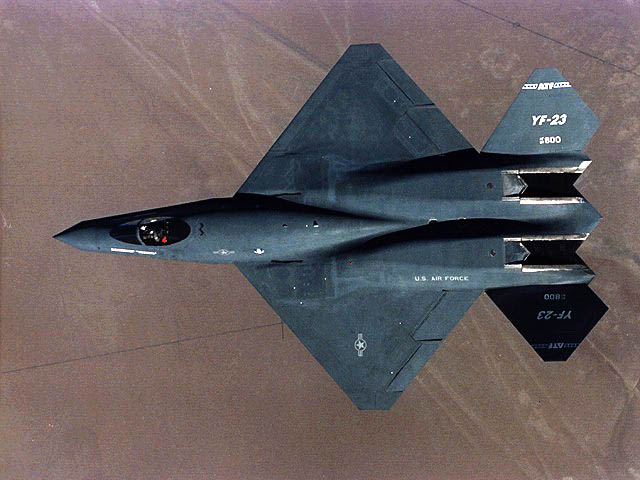
デザインモチーフとなったYF-23

1994年から1995年にかけて発売されたOVA『マクロスプラス』において、メインキャラクターのガルド・ゴア・ボーマンが開発主任兼テストパイロットを務める試作機「YF-21」として初登場。主人公のイサム・ダイソンがテストパイロットを務める「YF-19」との競争試作で対決を繰り広げる、もうひとつの主役機に位置づけられる。
『マクロスプラス』と並行して制作され、同作の約5年後を舞台としたテレビアニメ『マクロス7』では、競争試作に勝利したYF-19の制式採用機「VF-19 エクスカリバー」を主人公機や精鋭部隊用の機体とする一方で、物語の終盤、最新鋭の特殊作戦機として制式採用された「VF-22」が登場し、かつて天才パイロットとうたわれたマクシミリアン・ジーナス、ミリア・ファリーナ・ジーナス夫妻の搭乗機となる。『7』の約1年後を描いたOVA『マクロス ダイナマイト7』では、メインキャラクターのガムリン・木崎が搭乗する。
『プラス』『7』以降に発売された『マクロス デジタルミッション VF-X』や『マクロス VF-X2』といったゲーム作品においても、最高水準の性能をもった機体としてプレイヤーが操作できる。さらにあとの時代を描いた2008年放映のテレビアニメ『マクロスF』以降は、次世代機の登場で相対的に旧型機となるが、ノベライズなどを担当する小太刀右京が手掛ける作品では、しばしば最新技術でカスタマイズされた機体が描かれる。2016年放映のテレビアニメ『マクロスΔ』においては、物語の7年前に起きた事件の鍵を握る機体として登場する。
デザインは、第1作『超時空要塞マクロス』よりシリーズ作品に登場する可変戦闘機全般のデザインを手掛けている河森正治が担当。本機は、『超時空要塞マクロス』で宮武一貴がデザインした敵異星人ゼントラーディのバトルスーツ（パワードスーツ）、クァドラン・ローを可変戦闘機にすることがテーマとなっている。ファイター形態のデザインモチーフは、実在の試作戦闘機YF-23 ブラックウィドウII。設定モチーフはYF-17 コブラ。

## 機体解説
ゼネラル・ギャラクシー社によって開発された特殊作戦用VF。2040年、新統合軍のAVF（Advanced Variable Fighter：次世代可変戦闘機）開発計画「スーパーノヴァ」で、新星インダストリー社のYF-19（のちのVF-19 エクスカリバー）に敗れた試作機「YF-21」を一部改修し、西暦2042年に「VF-17 ナイトメア」に次ぐ特殊作戦機として制式配備される。新統合軍の各工廠のほか、移民船団の工場艦でもライセンス生産が行われている。
AVFの基本仕様である単独フォールド性能、ピンポイントバリアシステムなどを備えたうえで、ゼントラーディ由来の最新OTM（オーバーテクノロジー）を多用しており、意欲的な実験的機体という性格を持つ。高度なアクティブステルス性能を含め、技術的にはVF-19を凌ぐ先進性を秘めている。
通常のVFは2基のメインエンジンをバトロイド形態の脚部に内蔵しているが、本機ではエンジンと脚部を別体化することでバトロイド形態時の背部メインスラスターとし、脚部はファイター形態時に平面状のプレートカバー内に収納する方式となっている。このためガウォーク形態では、脚部収納スペース内のスライドシャッターからエアを噴出してホバリングを行う。
脚部収納用のプレートカバーは、機体下面のステルス性を高めるとともに兵装ステーションも兼ねており、ガウォーク形態ではエアスカートとして揚力を発生するなど非常に効率よく設計されている。メインスラスターには三次元推力偏向ノズルを採用しており、脚部や尾翼が付随する腕部を損傷・喪失しても飛行や戦闘機動にはほとんど影響しない。この構造を利用し、腕部と脚部を切り離して軽量化した超高機動形態「ハイ・マニューバ・モード」（リミッター解除モード）となることが可能だが、その間パイロットは激烈なGにさらされるため、発動には時間制限が設定されている。
外装には、OTM理論を応用し開発された最新の複合素材を使用しており、柔軟に伸縮して断面積や形状を変化させることができる。主翼は外翼部から二つ折りになる形式の可変翼であるのに加え、変形により高速飛行時は薄く小さく、低速飛行時は厚く大きくなり、最適な揚抗比を獲得できる。さらに左右の翼面形状を非対称に変え、大胆な挙動を取ることも可能。従来のVFシリーズの変形は各ユニットの移動・収納によりそれぞれの形態を構成していたが、本機ではそれらに加え、個々の部位そのものが各形態に合わせてあたかも有機的に変態するという画期的なコンセプトが導入されている。脚部・胸部・腕部はファイター時に収縮し、収納スペースや機体断面積を削減するという利点がある。ただし、これらの構造は製作工程上の問題と製造費用（コスト）の高騰化などから、本機の大量生産を困難にする一因ともなっている。
ゼントラーディ軍のバトルスーツ、クァドラン・ローのキメリコラ特殊イナーシャ＝ベクトル・コントロールシステムの改良型を採用していることから、バトロイド形態はバトルスーツを思わせるシルエットとなり、重力制御を用いた高機動戦闘を行える。標準武装は頭部のレーザー対空砲、両腕のレーザー砲、ケースレス式ガンポッド2丁、機体内蔵のマイクロミサイルランチャーなど。大型の機体で搭載量（ペイロード）に優れ、目標へのピンポイント攻撃で威力を発揮する。オプションのファストパックはステルス性能を損ねないよう、下面プレートカバーに密着するコンフォーマル式のものが用意されている（バトロイド時は腰部両脇に配置される）。

## YF-21
OVA『マクロスプラス』に登場するVF-22の試作型。2040年、惑星エデンのニューエドワーズ基地において、VF-19 エクスカリバーの試作機である新星インダストリー社製YF-19と統合軍の採用コンペティションを競い合う。コールサインはΩ1（オメガワン）。性能試験に使用されるのは2号機で、バックアップ用の1号機と3号機も存在する。
開発主任兼テストパイロットは、ゼネラル社に所属するゼントラーディ系2世のガルド・ゴア・ボーマン。優秀な頭脳と飛行技術を持つガルドは、YF-21のシステムの一部ともいえる存在である。
YF-21は革新的な技術として、操縦・火器管制系のアビオニクスにBDI (Brain Direct Image) システムを搭載している。これはパイロットと機体を神経接続し、人機一体に近づけるシステムである。操縦者はコクピット内で精神統一を行い、自身の肉体感覚に機体イメージを一体化し、飛行・索敵・攻撃などの操作を実行する。機体各所の光学センサーで捉えた映像はパイロットの脳内へ直接投影され、パイロットは目をつぶっていても機体全周囲の視界を浮かべることができ、接近するミサイルの軌道予想やレーダー波など、肉眼では視認できないものすら映像化される。これにパイロットが返すアウトプット、つまり機体操作命令も、脳波を電気信号として検出し、その意思を機体各部にダイレクトに反映する。主翼は新素材を用いたたわみ翼になっており、その形状変化も脳波により制御される。
従来の空中戦（ドッグファイト）では、パイロットは首を振って標的を視認し、手足でレバーやペダル類を駆使するという忙しい動作が必要であったが、BDIシステムでは「脳」だけを働かせ、黙想状態でイメージするだけで、機体に同化し思うがまま自在に操ることができる。またバトロイド形態においては、クァドラン系バトルスーツ同様、四肢を文字通り自分の手足のように操ることが可能である。
しかし、弱点として、パイロットに高度の精神集中力が要求される点が挙げられる。精神フィードバックの制御の失敗がそのまま機体制御の失敗となる危険性をはらんでおり、パイロットの集中が乱れたとき予測不能な挙動や操縦不能に陥ることが懸念された。実際、スーパーノヴァ計画のテスト中に原因不明の事故を起こし、あわや墜落という事態に遭う。複雑で高価なシステムであることと相まって、量産型のVF-22では、機能を大幅に簡略したうえで手動操縦の補助機器としての使用にとどめられている。
イサム・ダイソンがYF-19を駆って地球へ無断出撃した際には、軍に追撃出動を要請される。その後、ガルドの駆る2号機は地球上空にて無人戦闘機ゴーストX-9と交戦し、圧倒的な機動力に翻弄される。被撃墜寸前にまで追い詰められたガルドは、最後の切り札として飛行に不要な四肢を排除し、エンジンのリミッターを解除する。凄絶なドッグファイトの結果、特攻でX-9の撃墜には成功するものの機体は大破し、ガルドも特攻直前に過酷なGフォースで身体が損壊する。
2050年代には、マクロス・ギャラクシー船団において、パイロット自身の身体をサイボーグ化することで機体との直接接続や耐G性能向上を図った機体、VF-27 ルシファーが開発される。

### ハイ・マニューバ・モード
本機は地球上でゴーストX-9と交戦する際、ファイター時の死荷重（デッドウェイト）となる手脚接合部の関節から切り捨てた超高機動戦用のハイ・マニューバ・モード（別名：リミッター解除モード）で一騎討ちを挑む。エンジンに掛けられたこのリミッターは、機体の構造限界というよりパイロットの「肉体限界」に合わせて設定されており、解除するには文字通り命懸けの覚悟が必要となる。有人機としての運用には大きな問題があるモードであるが、上記の理由から使用時間制限が付与されたうえで、あくまで緊急用としてVF-22以降も継承されている。

### 競争試作の敗因
スーパーノヴァ計画におけるYF-21とYF-19のパフォーマンス評価は非常に拮抗し、判定は優劣付けがたいものであったが、最終的に明暗を分けたのは生産コストの差だったと言われる。最新技術のBDIシステムや特殊変形翼などは、量産ラインやメンテナンス体制の整備に莫大な予算を要することが予想され、この点で従来技術をまとめ上げたYF-19の方が賢明な選択肢となった模様である。
YF-21はAVF計画にもとづく最高レベルの技術を集約した機体だったが、その理想主義は現実的な課題に阻まれることになる。しかし、その高性能は少数精鋭の特殊作戦機にふさわしく、すでにテロリストとの戦闘でバトロイド同士の格闘を経験していた統合軍にとっては、ゼントラーディ・バトルスーツの流れを汲む本機のバトロイド時の卓越した格闘性能は魅力的であったという。そのためVF-19に遅れること1年、VF-22 シュトゥルムフォーゲルIIとして制式採用される運びとなる。このような結果に陥るケースはVF-17に続き二度目のことで、こういった技術偏重路線は、ある意味でゼネラル社の問題とすべき傾向として指摘される点のひとつであった。その後、VF-17をベースに見直しが図られ、低コスト化と整備性の向上を実現したVF-171 ナイトメアプラスは西暦2050年代末において「最も広く普及した可変戦闘機」の座を獲得する。

## VF-22
YF-21からの最大の変更点は、操縦・火器管制系のアビオニクス「BDIシステム」がほとんど廃された点である。操縦系は脳波サポート付きながら従来の手動式となり、コクピットキャノピーも有視界優先の形状に変更された。これによりコクピット内装の一部が簡略化されると同時に軽量化されたため、機体の水平飛行速度や機動性能が若干向上している。また、YF-21との外観的な相違としてバトロイド時の頭部カメラアイが単眼（VF-1A、VF-11B、VF-11Cなどに見られる形式）からゴーグル型（VF-11Dなどに近似した形式）になり、兵装ステーション（ファイター時の機体底面、バトロイド/ガウォーク時は腰部に移動）が改良され、形状が変更されている。

### バリエーション
VF-22S
通信能力を向上した指揮官機用の機体。
マックス機
『マクロス7』に登場。かつて統合軍を代表する天才VFパイロットとして名を馳せたマクシミリアン・ジーナス（マックス）艦長の専用機として、新マクロス級超長距離移民船団マクロス7艦隊の工場艦内で試験的に2機程度がライセンス製造された。パーソナルカラーである水色に近い青で塗られている。「スターゲイザー作戦」ではブルーゲイザーのコードネームで呼ばれる。
ミリア機
『マクロス7』に登場。マックスの妻であり、「エースのミリア」として恐れられたミリア・ファリーナ・ジーナス市長が、マックス機の予備機体をパーソナルカラーの赤色で塗装し、自身の乗機としたもの。対プロトデビルン最終戦においては、マックス機と往年のコンビネーションを見せる。
『マクロス7』第51話「どっちが好きなの?」（TV未放映話）では、本来はVF-11D改専用のサウンドブースターを装備した姿が描かれている。
ガムリン機
『マクロス ダイナマイト7』に登場。マクロス7の特務部隊「ダイアモンドフォース」の主力機として配備された機体。以前の配備機であるVF-17と同じ黒基調のカラーリングが特徴。隊長を務めるガムリン・木崎の機体には、黄色のラインマーキングが施されている。
SVF-124 「ムーンシューターズ」配備機
長距離移民船団護衛を任務とする部隊に配備された機体。護衛群において「ムーンシューターズ」はファースト・ストライクを任務とする数少ない部隊のひとつである。もともとは月面アポロ基地所属「ルナガード」隊から分離・派生した部隊であり、部隊名も月にちなむ。新たな隊の編成後、地球へ転属になるのかと喜んだのもつかの間、いきなり長距離移民船団の護衛を命ぜられ、隊員たちは島流しにされたと思い込み嘆いたと伝えられている。「ルナガード」から引き続き使用していたVF-17とともにVF-22Sも配備され、混成部隊を成している。
同部隊内には対テロ戦などの特殊作戦を遂行するための特殊飛行小隊（スペシャルユニット）が編成されており、VF-22Sはその構成員が受領したといわれている。最初に6機のVF-22Sが配備されたが、その当時のメンバーは全てマイクローン化したメルトランディであった。全機体には、各機体でそれぞれ異なった女性のノーズアートが描かれている。
ムック本『THIS IS ANIMATION Special マクロスプラス』96頁に掲載されたVF-17カラーバリエーションから派生した設定で、ハセガワより限定生産プラモデル化された。
S.M.S所属機
小説版『マクロスフロンティア』に登場。民間軍事プロバイダ「S.M.S」所属のブルー小隊・パープル小隊・バーミリオン小隊の各小隊に1機配備されている。フォールド同調式センサーが増設されている。

VF-22 ウィルバー機
PlayStation用ゲーム『マクロス VF-X2』に登場。恒星1080方面指揮官でレイヴンズを含むVF-X部隊の司令官であるウィルバー・ガーランドの乗機。ビームガンポッドを2基装備している。さらに最大の特徴はミサイルなどの誘導兵器を無力化する「ジャミング・サウンド・システム」を搭載している。カラーは群青。
VF-22HG
『マクロス・ザ・ライド』に登場。VF-22をYF-21本来のコンセプトである「人体と機械の融合」を目指してギャラクシー社が改良した機体である。脚部にガウォーク時の機体制御を行なうサブ・ホヴァリングノズルを搭載しており、低空格闘戦が向上している。より繊細な操縦を求められるようになり、結果的に単に操縦系統の改善だけでなくインプラントの補助での制御系統に改造された。ギャラクシー社はこの機体の開発以降、強化兵士と専用機の組み合わせを研究していくきっかけになり、YF-27やVF-27の開発にいたっている。
数機が試作され、そのほとんどが企業軍のブラックオペレーションに投入された。『マクロス・ザ・ライド』の登場人物であるアンジェが所有しているVF-22HGは、「地球本星艦隊」がギャラクシーの特務艦ごと拿捕した4号機である。本型はBDIの構造が生産に向かない機体であったため、「地球本星艦隊」でもアンジェ機と予備パーツしか存在していない。
VF-22 マンフレート機
小説版『マクロスフロンティア』に登場。マクロス・ギャラクシー船団の電子生命“マンフレート”の乗機。専用にフルチューンされた機体であり、機体上面には時空共鳴システム「魔笛（ディ・ツァオバーフレーテ）」が取り付けられ、本来VF-22には搭載されていない慣性制御システム（YF-24 エボリューション以降の導入技術であるISC、もしくはイナーシャ＝ベクトルキャンセラー）も導入されている。イタリアンレッドの塗装が施されており、相対するオズマ・リーは、このような塗装からパイロットは精鋭ではなく「マニア」だと判断する。
VF-22 藤堂機
小説版『マクロス30 銀河を繋ぐ歌声』に登場。新統合軍第815独立戦隊VF-Xハーヴァマールの司令官、藤堂潮の乗る機体。VF-22をベースにサイボーグ仕様にカスタマイズされている。マクロスの地球落着から統合戦争・第一次星間大戦によって消えた「日本」という故郷を取り戻すべく暗躍する藤堂の思想を体現するかのごとく、その機体は純白に染められ日の丸のマーキングが入っている。詳細は武装を含めて不明だが、作中ではピンポイント・バリア・ナイフを使用する。
VF-22 ライト機
『マクロスΔ』に登場。第一次ウィンダミア独立戦争にて、新統合軍第77航空団のライト・インメルマンが搭乗していた機体。次元兵器を搭載してウィンダミア王国本星「惑星ウィンダミアIV」のプロトカルチャー遺跡破壊任務に就いていたが、作戦中にライトが命令を拒否し逃亡、さらに機体がウィンダミア側に捕捉されたことから、新統合軍は機体の操縦権を奪い証拠隠滅のために投下を強行し、「カーライルの黒い嵐」と呼ばれる大惨事を引き起こした。作戦後に機体は墜落し、ライトも死亡したが、ウィンダミア国王グラミア6世の意向により回収・修復され、新統合政府に対する憎悪の象徴「悪魔の翼」として保管されていた。
ケイオスによるウィンダミア潜入作戦のおり、イプシロン財団のベルガー・ストーンによる手引きでΔ小隊の隊長アラド・メルダースが搭乗し、ウィンダミアに捕まった部下たちを救助するために使用される。なお、同行していたワルキューレメンバー3名を収容するスペースを確保するため脚部はあらかじめ取り外されており、ガウォーク・バトロイド形態への変形は不可となっている。離脱後は雪原に不時着し、そのまま機体は放棄される。

## 追加・拡張装備
ファストパック
スラスターや燃料タンク、その他マイクロミサイルなどの増設火器を複合した、VFシリーズの基本的なオプション。
YF-21用
YF-19迎撃追跡任務に使用される。ステルス性の維持やフォールドブースターを併用する関係上、通常よりも小型に作られている。追加のマイクロミサイルを複数内蔵するが、推進器の増設はされておらず、本来の増槽としての役割に徹している。
VF-22用
VF/B-22Aと同程度の航続距離の延長が可能。『マクロスアルティメットフロンティア』にも登場する。

サウンドブースター
VF-11D改用のサウンドブースターをVF-22に適応させたもの。これを装備をした本機のラフイラストも存在する。装着時は主翼が45度下方に傾き、その折れ曲がった部位にブースターが接続される。また、『マクロス7』テレビ未放映話「どっちが好きなの？」では、ミリアが自分のVF-22Sに装着して歌う姿が描かれている。

## 『モデルグラフィックス』におけるバリエーション
『モデルグラフィックス』2003年5月号の特集記事では、同誌オリジナルの派生型（バリエーション）が創作された。ムック本『THIS IS ANIMATION Special マクロスプラス』に掲載された各VFカラーバリエーション設定のスタイルにのっとり、製作スタッフも一部重複しているが、以下は厳密には版権元に公式設定として承認されていない。
YF-21 1号機
1号機に関してはムック本『THIS IS ANIMATION Special マクロスプラス』で詳細が語られている。操縦・火器管制系のアビオニクスにBDI (Brain Direct Image) システムを搭載する前の機体であり、コクピットは完全な手動コントロールと通常形のキャノピーを備えている。ロールアウト後は塗装もされず金属地のまま試験飛行が行なわれ、その後は2号機の予備パーツとして保管された。
YF-21 3号機
『THIS IS ANIMATION Specialマクロスプラス』で発表された1号機、『マクロスプラス』本編に登場する2号機（ガルド搭乗機）に加え、同時期にロールアウトしていたとされる試作3号機。2040年の「シャロン・アップル事件」のあと、同事件への関与疑惑から採用コンペティションには停止がかけられていたが、同年11月に再開する。本機は1号機とともにストック機として保管されていたが、同事件に居合わせて大破した2号機に代わり、テスト飛行を継続した。結果的に選定でYF-19に敗れたものの、その後は操縦システムを脳波・手動併用のものに換装し、VF-22のプロトタイプ1号機となっている。カラーリングは2号機のカラーリングのリバースイメージとなっており、黄色の本体色に青のラインが入ったパターンになっている。これは、テスト飛行中の視認性向上を求めたものであるという。
VF-22A
アニメ本編には登場していない機体。頭部や兵装ステーションの形状はYF-21と同仕様となっている。
BDI システム搭載機
第17移民船団護衛艦隊 特務艦「ツナミ」所属の特殊作戦飛行隊「ブラック・クラウズ」配備の機体は、コクピットを脳波コントロール方式であるBDIシステムに換装しており、YF-21との外観上の違いはカラーリングパターンしかない。同様の機体は他の部隊でも5機程度確認されている。

VF/B-22A
VF-22をベースに爆撃機化したバリエーション機で、愛称はヤークトフォーゲルII。惑星上の固定目標に対するピンポイント爆撃を主任務としている。高高度衛星軌道上の母艦から発進して大気圏へ突入し、精密誘導兵器で敵地上施設を破壊後、自力で離脱して母艦へと帰還する。機体が延長され、デルタ翼を有しているのが大きな特徴。コクピットは完全な手動コントロールとなり、タンデムの複座である。プロペラント搭載量を増やし、大気圏外でもファストパック装備のVF-22と同程度の航続距離を獲得した。2048年には制式採用されている。

## 商品化
やまと、アルカディア
完全変形シリーズ
玩具オリジナルのギミックも交えての三段変形を再現した組み立て済み完成品シリーズ。スケールは1/60が主体。
2008年5月のYF-21を初め、『マクロス7』関連やゲームにも登場するVF-22Sの各専用機も発売された。
群雄【動】（ぐんゆう どう）
バトロイド形態でのプロポーションや可動範囲を重視した非変形玩具。YF-21が同じ『マクロスプラス』に登場するYF-19やVF-11Bとともに発売された。

ハセガワ
1/72 マクロスシリーズ
ハセガワのスケールモデルメーカーとしての技術を取り入れたファイター形態固定モデル。

バンダイ、BANDAI SPIRITS
DX超合金（デラックスちょうごうきん）
完全変形可能な完成品であるが、やまとやアルカディアのような明確な縮尺が設定されていないノンスケールシリーズとなっている。ハイ・マニューバ・モードの再現に加えて、専用ファストパックも同梱されたガルド仕様のYF-21が2024年6月に発売された。
HG（ハイグレード） 1/100
一部パーツを差し替えることで、全形態での形状と可動を両立させた「差替三段変形」（ショートカットチェンジ）仕様の可変プラモデル。系列機共通の機構であるハイマニューバモードも再現されているほか、商品付属のネーマーシールや別売りの水転写デカールを使用することで、塗装をせずとも設定のカラーリングを再現できる。
2024年1月にYF-21が発売。9月にはガムリン仕様のS型がプレミアムバンダイ限定で受注販売予定。ガムリン機にはプラモオリジナルギミックとして、同じHGで一般発売されている「VF-19改 ファイヤーバルキリー」のサウンドブースターの装着が可能。2025年の1月と2月には、ミリア仕様機とマックス仕様機が相次いで一般発売予定。

## 関連書籍
ヴァリアブルファイター・マスターファイル VF-22 シュトゥルムフォーゲルII
サブタイトルは「不可視の怪鳥」。作品世界の2063年の惑星エデンにて出版されたという想定で執筆されたムック。巻末にて公式設定ではないと断り書きが入れられている。
本書ならではのオリジナルの機体、装備も記載されている。
XVF-21-12号機
YF-21に至るまでに作られた13機のプロトタイプの12号機。オレンジ色と白のカラーリング。カナード翼がない。
VF-22B
VF-22の5号機を改造した機体。YF-21は高性能なアクティブステルスを搭載していたが、消費電力が大きいため、デルタ翼に変更することでパッシブステルス能力を高めた。その反面、機動力・最高速度が低下した。
VF-22D
VF-22Bの15号機を改造して製作された攻撃機型のVF-22。機体を大型化することでペイロードを増やし、大型反応弾を最大10発まで装備可能。乗員は2名となっており、脳波コントロールシステムは廃止されている。のちに追加で16機が生産されたが、機動性が低下していたため、VF-22部隊の訓練機・連絡機として使用された。
YVF-22E
VF-22Dの試作1号機の機首をさらに大型にし、横2名の複座型としたテスト機。脳波コントロールシステムを操縦士・火器管制官用に2機搭載し、さまざまなデータ収集が行なわれた。
YVF-22U
YVF-22Eを改造したドローン、ゴーストコントロールの実験機。コクピットの後方にV字型の大型アンテナが設置されており、無人機を脳波コントロールする。ドローンなら最大24機、ゴーストでも6機をコントロール可能とのことだが、1 - 2機程度をコントロールできるオペレーターが大半という結果になっている。
YVF-22VG
VF-22Sの25号機を改造し、可変後退翼（VG翼）を搭載した試作機。VF-22の特徴である柔軟外板のコストが高いため、VF-1から伝統のVG翼にて代用しようとしたものの、結局は通常のVF-22の方がありとあらゆる面で優秀だという結論に至った。
YVF-22SA
VF-22Sを改造し、コックピット後方に2門の可動式レーザー砲を搭載した機体。ファイター形態の高機動戦闘時に有効とされていたが、重量の増加が機動性の低下を招いたため廃案となった。